# CCTV-14
CCTV-14(CCTV-14 少儿, 중국어: 中国中央电视台少儿频道)은 중국중앙텔레비전의 텔레비전 채널 중 하나이다.